# Paks
Paks este un oraș în partea de sud a Ungariei, în județul Tolna, pe malul drept al Dunării. Aici se află singura centrală nucleară din Ungaria, care asigură peste 40% din necesarul de electricitate al țării.

## Orașe înfrățite
| - Reichertshofen, Germania - Gubin, Polonia - Galánta, Slovacia - Târgu Secuiesc, România |

## Demografie
Componența etnică a orașului Paks
     Maghiari (94,11%)
     Germani (2,93%)
     Romi (1,67%)
     Necunoscut (0,47%)
     Alții (0,81%)
Componența confesională a orașului Paks
     Romano-catolici (37,64%)
     Fără religie (16,27%)
     Reformați (7,82%)
     Luterani (5,64%)
     Atei (1,28%)
     Necunoscută (31,11%)
     Greco-catolici (0,25%)
     Alte religii (1,93%)
Conform recensământului din 2011, orașul Paks avea 19.510 locuitori. Din punct de vedere etnic, majoritatea locuitorilor (94,11%) erau maghiari, existând și minorități de germani (2,93%) și romi (1,67%). Apartenența etnică nu este cunoscută în cazul a 0,47% din locuitori. Nu există o religie majoritară, locuitorii fiind romano-catolici (37,64%), persoane fără religie (16,27%), reformați (7,82%), luterani (5,64%) și atei (1,28%). Pentru 31,11% din locuitori nu este cunoscută apartenența confesională.